# Baboe (Erwin van Ligten)
Baboe is een muziekalbum van Erwin van Ligten uitgebracht in 2023.
Dit album is het zevende album van Erwin van Ligten, waarop nu meer zijn Javaanse roots zijn te horen. De begeleiding wordt verzorgd door de muzikanten die ook tijdens zijn theatertour “Stille Kracht” met hem  hebben gespeeld.
Het album is te beluisteren op diverse streamingdiensten als Amazon Music, Apple Music, Spotify, Qobuz en anderen.

## Muzikanten
- Victor Lekransy - percussie
- Michael Peet - basgitaar
- Erwin van Ligten - gitaren en zang

## Tracklist
| 1.                 | Baboe                        | E. van Ligten, C. Falke                  | 3:50 |
| 2.                 | Beware                       | E. van Ligten, C. Falke                  | 3:10 |
| 3.                 | BIL                          | E. van Ligten, C. Falke                  | 3:54 |
| 4.                 | You're not home              | E. van Ligten, Alessi Brothers, C. Falke | 3:18 |
| 5.                 | Aloha Oe                     | C. Falke, E. van Ligten                  | 3:02 |
| 6.                 | Wah                          | E. van Ligten, C. Falke                  | 2:41 |
| 7.                 | My Way                       | E. van Ligten, C. Falke                  | 4:01 |
| 8.                 | Hidden Power                 | E. van Ligten, C. Falke                  | 2:19 |
| 9.                 | One Way Back                 | E. van Ligten, Alessi Brothers, C. Falke | 3:58 |
| 10.                | Eloy...isn't he lovely       | E. van Ligten, C. Falke                  | 2:23 |
| 11.                | Bengawan Solo                | E. van Ligten, C. Falke                  | 4:35 |
| 12.                | The End of Dutch East Indies | E. van Ligten, C. Falke                  | 5:01 |
| Totale duur: 42:12 |                              |                                          |      |